# MO Constantine
MO Constantine (offiziell Mouloudia Olympique Constantine, oder kurz „MOC“) ist ein algerischer Fußballverein aus Constantine.
Der Verein spielt derzeit in der dritten algerischen Liga.

## Titel und Erfolge
- Algerischer Meister: 1990/91

## Statistik in den CAF-Wettbewerben
- African Cup of Champions Clubs: 1 Teilnahme

| 1992 – Erste Runde - CAF Cup: 1 Teilnahme 2001 – Zweite Runde - African Cup Winners’ Cup: 1 Teilnahme 1977 – Erste Runde |

| Wettbewerb                    | Runde    | Gegner                 | Hinspiel | Rückspiel         |  |
| ----------------------------- | -------- | ---------------------- | -------- | ----------------- |  |
|                               |          |                        |          |                   |  |
| African Cup Winners’ Cup 1977 | 1. Runde | Luo Union              | 0:1 (A)  | n. a.             |  |
|                               | 2. Runde | Al-Ittihad Alexandria  | 1:0 (H)  | 1:3 (A)           |  |
| CAF Champions Cup 1992        | 1. Runde | Sahel SC Niamey        | 1:2 (A)  | 2:0 (H)           |  |
|                               | 2. Runde | Ismaily SC             | 1:0 (H)  | 0:1 (A) i. E. 2:3 |  |
| CAF Cup 2001                  | 1. Runde | Al-Merreikh Al-Thagher | 1:1 (H)  | 2:0 (A)           |  |
|                               | 2. Runde | Africa Sports          | 1:0 (H)  | 0:1 (A) i. E. 4:5 |  |

- 1977: Der Verein Luo Union wurde nach dem ersten Spiel disqualifiziert, da sie nicht spielberechtigte Spieler aufgestellt hatte.